# Stênio Yamamoto
Stênio Akira Yamamoto (São Paulo, 24 de junho de 1961) é um atirador esportivo brasileiro.
Integrou a delegação brasileira que competiu nos Jogos Pan-americanos de 2007, no Rio de Janeiro, nas modalidades de pistola livre e pistola de ar.
Participou da Olimpíada de Pequim 2008. Foi um dos primeiros atletas do Brasil a se classificar para os jogos em Pequim, garantindo a classificação ao terminar em segundo lugar a Copa do Mundo de Munique em 2007.
Participou dos Jogos Pan-Americanos de 2011 em Guadalajara, no México.
Integrou a equipe de tiro desportivo que disputou os Jogos Pan-Americanos de 2015 em Toronto, no Canadá.